# Gouda (queijo)
Gouda (pronunciado, em holandês, AFI [ˈɣʌuda]ⓘ, de Goudse kaas, AFI: [ˈɣʌudsə ˈkaːs], lit. "Queijo de Gouda") é um queijo amarelo feito de leite de vaca. Recebe o nome da cidade de Gouda, nos Países Baixos, porém seu nome não é protegido. A Comissão Europeia, no entanto, confirmou que o gouda holandês deverá ser protegido. Queijos feitos em outros países com o nome de gouda são vendidos, no entanto, ao redor do mundo.

## Fabricação artesanal e industrial

### Fabricação de queijo artesanal
Gouda é fabricado a partir de leite integral de vacas Holstein-Frísia. Seu leite é misturado com coalho e bactérias  iniciadoras de fermentação. Esta mistura é colocada para descansar por cerca de duas horas. Enquanto isso, a coagulação da proteína faz o leite coalhar. O leite coalhado é então fatiado e trabalhada para formar pequenos pedaços, que serão então colocados em moldes e passados sob uma prensa para retirar o soro. Os queijos moldados são então colocados para descansar e, em seguida, imersos num banho de salmoura. Após o banho de salmoura, os queijos são cobertos com parafina durante  maturação. Um queijo pequeno é amadurecido em quinze dias, o maior leva oito meses. Gouda pode conter várias especiarias.
Existe também Gouda cremoso da marca A Vaca que ri.

### Formato, cores e composição
Um queijo Gouda tem um formato rodondo, tem uma massa de cerca de 15 quilos e um teor de gordura do extrato seco de pelo menos 48% (normalmente em torno de 51%). Há 81% de gouda branco, os outros tipos minoritários são amarelo, vermelho e laranja. A cor varia de acordo com a sua maturação: após dois anos, mostra "reflexos do sol se pondo".
O gouda artesanal é preparado com leite não pasteurizado e é geralmente chamado de boerenkaas, do boer em holandês agricultor, e kaas, queijo.
O tempo de amadurecimento geralmente varia de duas semanas a dois anos. Há também um gouda de Natal, amadurecido em torno de trinta e seis meses. Este gouda "extra-velho" é chamado de brokkelkaas.
Sem mencionar o gouda com cominho (gouda komijn), cuja origem remonta ao século XIV: Erasmo menciona em seu Memoriam ab liturgis um "furmagium us cuminus", que os historiadores holandeses do século XIX traduziram como um "queijo cominho". Na realidade, esta frase de Erasmo referia-se a um discurso de Cícero no Senado Romano pedindo apoio para a guerra contra os Suevos.

### Produção, mercado e consumo
Em 1862, este queijo foi considerado um dos melhores dos Países Baixos.. Mais de um século depois, mais precisamente em 1968, as exportações do gouda neerlandês eram de serem a causa das dificuldades econômicas encontradas pelas indústrias de queijo belga e francesa. Em 1978, uma campanha publicitária no metrô de Paris tinha o slogan « Gouda holandês: o queijo de cem maneiras ». No início da década de 1980, Gouda e a cidade homônima apareceram em uma campanha publicitária de televisão francesa que referia a "Holanda" como "a outra terra do queijo". O gouda foi na década de 2010, mais consumida pelos neerlandeses do que pelos franceses: 14 quilos por pessoa por ano, quase metade mais do que os franceses.
Gouda passou a ser feito em qualquer lugar do mundo. Por exemplo, foi produzido na França por famílias de origem holandesa em 2020 em Mayennee e em 2021 em Sonzay. Na República Democrática do Congo, desde a década de 2010, um gouda é fabricado perto de Masisi.
Em 2010, a União Europeia concedeu ao Gouda produzido nos Países Baixos, que deve ser designado como Gouda Holland, uma indicação geográfica protegida.
O Acordo Integral de Economia e Comércio assinado em 2016 entre o Canadá e a União Europeia resultou em um aumento na diversidade dos queijos gouda e na distribuição mais regular deste queijo no Canadá.17. Em 2004, segundo um estudo da Agéco, consultor do setor agroalimentar, quase 9% dos canadenses se declararam consumidores desse queijo.
Pouco depois do Brexit, concluído em 2020, o jornal The Guardian estimou que o período durante o qual o Reino Unido era membro da União Europeia tinha visto os britânicos desenvolverem tanto um gosto pelo gouda holandês quanto ao feta grego.
Seu melhor período de consumo estende-se de maio à outobro.

### Processo de produção

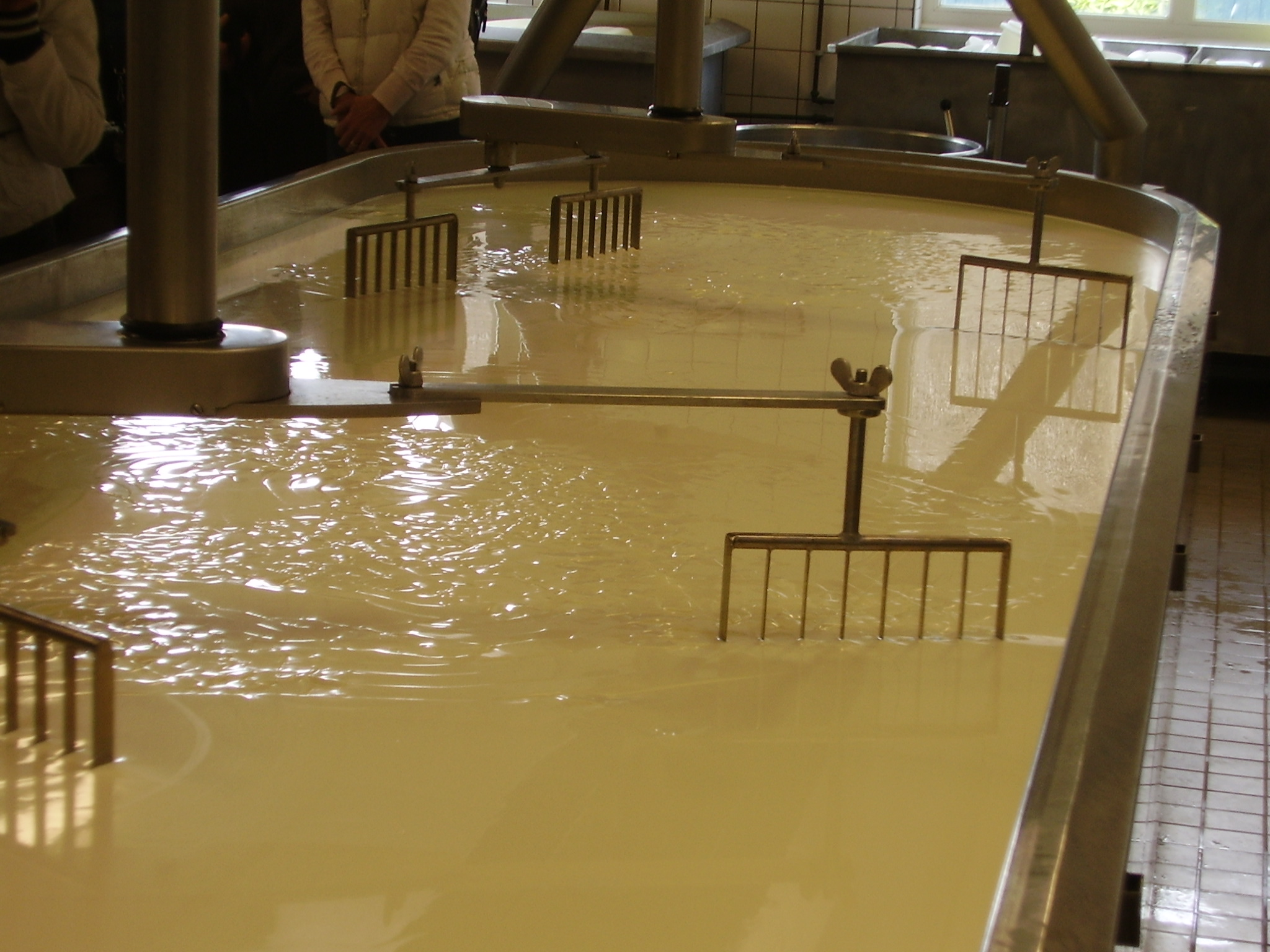
Fracionamento do leite coalhado
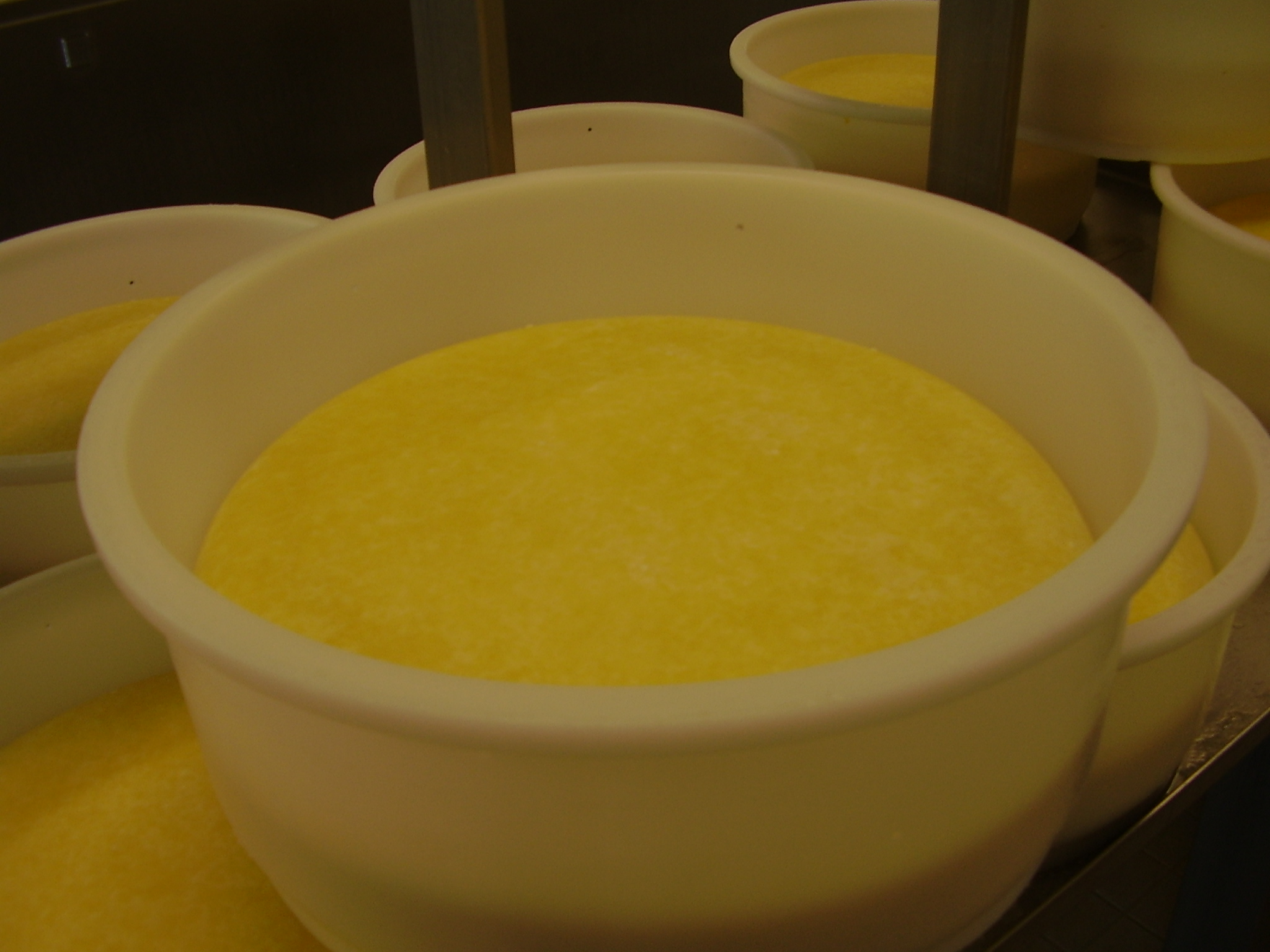
Moldagem
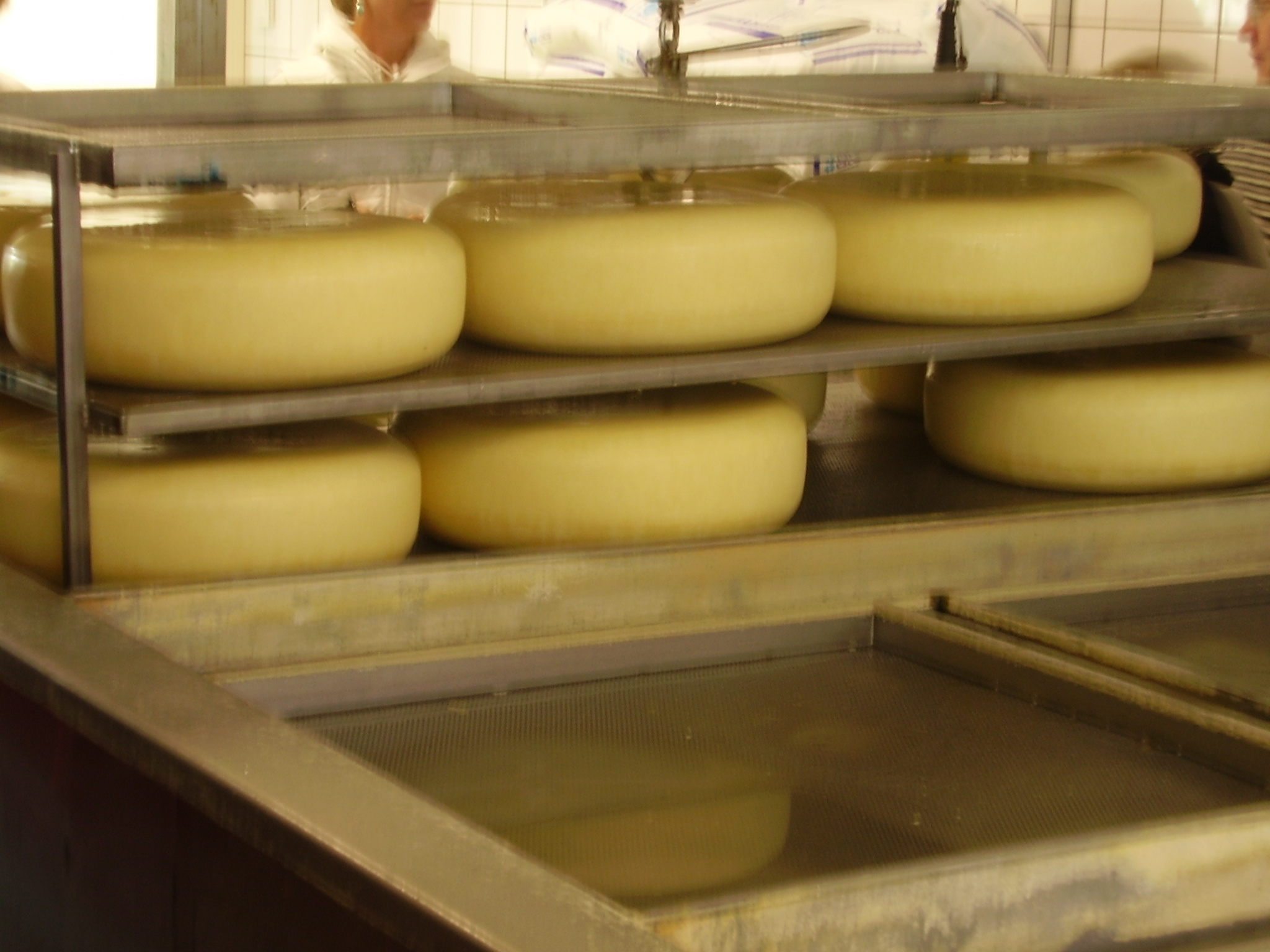
Imersão em banho
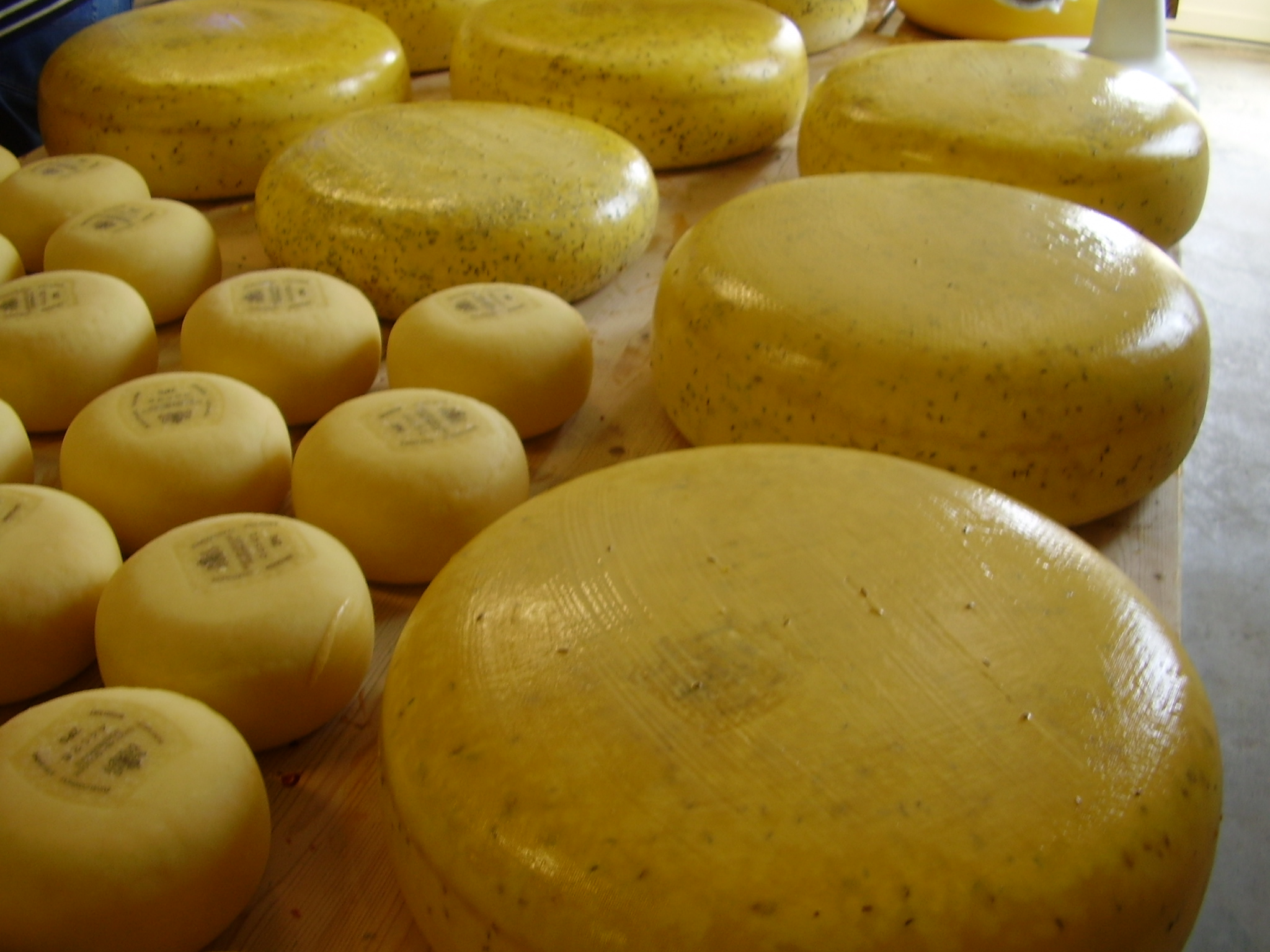
Maturação
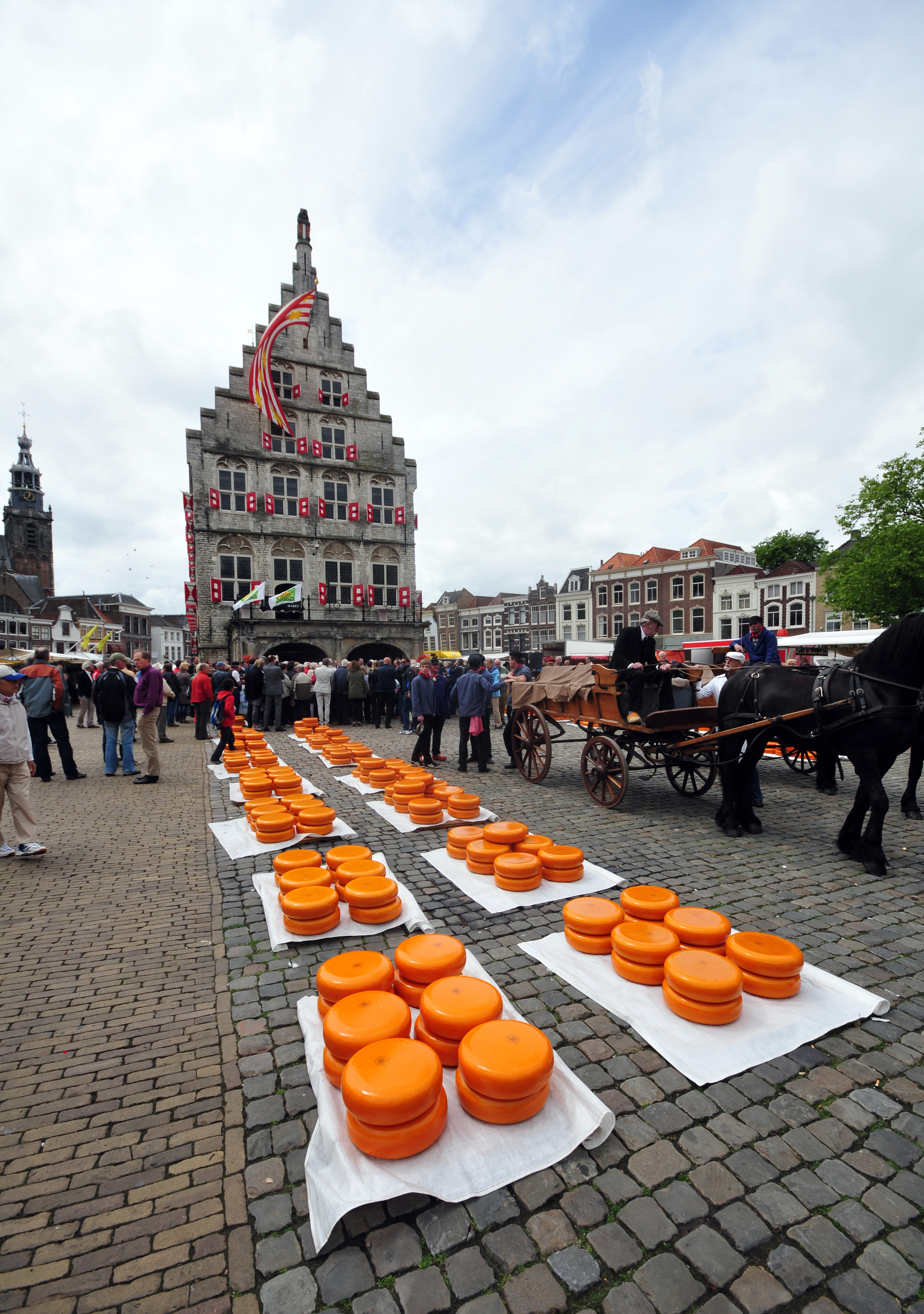
Feira de queijos em Gouda